# Yves Makabu-Makalambay
Yves Makabu-Makalambay, anche nella grafia Ma-Kalambay o Ma'Kalambay (Bruxelles, 31 gennaio 1986), è un ex calciatore belga naturalizzato congolese (Repubblica Democratica del Congo), di ruolo portiere.

## Carriera

### Club
Yves Ma-kalambay cresce nello stesso quartiere di altri calciatori professionisti belgi, Vincent Kompany, Faris Haroun, Anthony Vanden Borre e Jeanvion Yulu-Matondo. Il portiere di origini congolesi, nel 2002, entra nel PSV, prima di passare nel 2003 al Chelsea. Dopo varie stagioni trascorse fra giovanili e panchina in prima squadra - non scende infatti mai in campo - nel 2006 si trasferisce in prestito al Watford, dove viene acquisito per la stagione 2006/07. Il 27 giugno 2007 si trasferisce nella vicina Scozia, all'Hibernian, squadra della capitale, dove gioca tuttora. Makalambay gioca la sua prima partita nel derby di Edimburgo vinto contro gli Hearts. Nonostante due "papere" contro l'Aberdeen, si rende protagonista contro l'Inverness parando un rigore. Attualmente gioca nel Royal Antwerp FC.

### Nazionale
Guadagna la prima convocazione con la Nazionale di calcio belga nel gennaio 2008, dopo aver vestito la maglia dell'Under-21. Viene convocato per disputare il torneo calcistico delle Olimpiadi di Pechino 2008.

## Statistiche

### Presenze e reti nei club
Statistiche aggiornate al 27 dicembre 2009.
| Stagione       | Squadra   | Campionato | Campionato | Campionato | Coppe nazionali | Coppe nazionali | Coppe nazionali | Coppe europee | Coppe europee | Coppe europee | Totale | Totale |
| Stagione       | Squadra   | Comp       | Pres       | Reti       | Comp            | Pres            | Reti            | Comp          | Pres          | Reti          | Pres   | Reti   |
| -------------- | --------- | ---------- | ---------- | ---------- | --------------- | --------------- | --------------- | ------------- | ------------- | ------------- | ------ | ------ |
| feb.-mar. 2006 | Watford   | FLC        | 0          | 0          | -               | -               | -               | -             | -             | -             | 0      | 0      |
| 2006-2007      | Chelsea   | FAPL       | 0          | 0          | -               | -               | -               | -             | -             | -             | 0      | 0      |
| 2007-2008      | Hibernian | SPL        | 29         | -32        | SC+SLC          | 3+2             | -5/-1           | -             | -             | -             | 34     | -38    |
| 2008-2009      | Hibernian | SPL        | 21         | -24        | SC+SLC          | 0+2             | 0/-1            | CI            | 1             | -2            | 24     | -27    |
| 2009-2010      | Hibernian | SPL        | 7          | -7         | SC+SLC          | 0               | 0               | -             | -             | -             | 7      | -7     |
| Totale         | Totale    | Totale     | 57         | -63        |                 | 7               | -7              |               | 1             | -2            | 65     | -72    |

### Cronologia presenze e reti in Nazionale
| Cronologia completa delle presenze e delle reti in nazionale ― RD del Congo | Cronologia completa delle presenze e delle reti in nazionale ― RD del Congo | Cronologia completa delle presenze e delle reti in nazionale ― RD del Congo | Cronologia completa delle presenze e delle reti in nazionale ― RD del Congo | Cronologia completa delle presenze e delle reti in nazionale ― RD del Congo | Cronologia completa delle presenze e delle reti in nazionale ― RD del Congo | Cronologia completa delle presenze e delle reti in nazionale ― RD del Congo | Cronologia completa delle presenze e delle reti in nazionale ― RD del Congo |
| Data                                                                        | Città                                                                       | In casa                                                                     | Risultato                                                                   | Ospiti                                                                      | Competizione                                                                | Reti                                                                        | Note                                                                        |
| --------------------------------------------------------------------------- | --------------------------------------------------------------------------- | --------------------------------------------------------------------------- | --------------------------------------------------------------------------- | --------------------------------------------------------------------------- | --------------------------------------------------------------------------- | --------------------------------------------------------------------------- | --------------------------------------------------------------------------- |
| 21-5-2010                                                                   | Innsbruck                                                                   | RD del Congo                                                                | 0 – 2                                                                       | Arabia Saudita                                                              | Amichevole                                                                  | -2                                                                          |                                                                             |
| 17-11-2010                                                                  | Évreux                                                                      | Mali                                                                        | 3 – 1                                                                       | RD del Congo                                                                | Amichevole                                                                  | -2                                                                          | 60’                                                                         |
| 9-2-2011                                                                    | Rouen                                                                       | Gabon                                                                       | 0 – 2                                                                       | RD del Congo                                                                | Amichevole                                                                  | -                                                                           | 46’                                                                         |
| Totale                                                                      |                                                                             | Presenze                                                                    | 3                                                                           |                                                                             | Reti                                                                        | -4                                                                          |                                                                             |

## Palmarès

### Club

#### Competizioni nazionali
- Coppa d'Inghilterra: 1

Chelsea: 2006-2007
- Coppa di Lega inglese: 1

Chelsea: 2006-2007